# Кавалиђи (Кунео)
Кавалиђи је насеље у Италији у округу Кунео, региону Пијемонт.
Према процени из 2011. у насељу је живело 35 становника. Насеље се налази на надморској висини од 682 м.